# Eddy Pascual
Eddy Silvestre Pascual Israfilov (ur. 2 sierpnia 1992 w Roquetas de Mar) – azerski piłkarz występujący na pozycji pomocnika w Neftçi PFK.